# 물방개붙이속
물방개붙이속은 물방개과의 속이다.

## 종
- 물방개붙이 (Dytiscus dauricus)
- 배물방개붙이 (Dytiscus marginalis)